# بیلی متیوز (بازیکن فوتبال، زاده ۱۸۸۲)
بیلی متیوز (انگلیسی: Billy Matthews؛ 1882 – ۱۹۱۶ (۳۳−۳۴ سال)) بازیکن فوتبال اهل پادشاهی متحد بریتانیای کبیر و ایرلند بود.
از باشگاه‌هایی که در آن بازی کرده‌است می‌توان به باشگاه فوتبال دربی کانتی، باشگاه فوتبال نوتس کانتی، باشگاه فوتبال استون ویلا، و باشگاه فوتبال نیوپورت کانتی اشاره کرد.